# Wansbeck District
Wansbeck var ett distrikt i Northumberland i England. Distriktet har 61 138 invånare (2001).
Distriktet bildades den 1 april 1974. Det avskaffades 1 april 2009 då alla distrikt i Northumberland ersattes av en enhetskommun (unitary authority).